# Ovid (Colorado)
Ovid è un centro abitato (town) degli Stati Uniti d'America, situato nella contea di Sedgwick dello Stato del Colorado. Nel censimento del 2000 la popolazione era di 330 abitanti.

## Geografia fisica
Secondo i rilevamenti dell'United States Census Bureau, Ovid si estende su una superficie di 0,4 km².